# 영장주의
|                                                                  |
| 형사소송법                                                       |
| 이념과 구조                                                      |
| 무죄 추정의 원칙 · 자백배제법칙 · 전문법칙                       |
| 증거보전청구권 · 형사보상청구권 · 독수독과이론                   |
| 실체적 진실주의 · 적정절차 · 신속한 재판의 원칙                  |
| 진술거부권 · 접견교통권 · 증거개시제도                           |
| 열람등사권 · 위법수집증거배제법칙                                |
| 법원                                                             |
| 제척 · 기피 · 회피 관할 · 이송 · 법관                            |
| 피고인과 변호인                                                  |
| 피고인 ·변호인 · 성명모용자 · 공동피고인 국선변호인 · 법정대리인 |
| 검사                                                             |
| 기소독점주의 · 검사 동일체의 원칙                                |
| 수사                                                             |
| 함정수사 · 불심검문 · 임의동행 · 동행요구 · 사법경찰관           |
| 구속                                                             |
| 구속영장 · 체포영장                                              |
| 증거법                                                           |
| 정황증거 · 전문증거 · 진술조서 · 진술서 · 실황조사서 · 검증조서  |
| 진술 · 증인                                                      |
| 재판                                                             |
| 공소장 · 공소장일본주의                                          |
| 고소 · 고발 · 고소불가분의 원칙 · 자수                           |
| 상소                                                             |
| 항소, 상고 & 비상상고                                            |
| 다른 7법 영역                                                    |
| 헌법 · 민법 · 형법                                               |
| 민사소송법 · 형사소송법 · 행정법                                 |
| 포털: 법 · 법철학 · 형사정책                                     |
| v • d • e • h                                                    |

영장주의(令狀主義)는 기본적 인권을 침해하는 경우가 없도록 하기 위하여 구속 등의 강제처분에는 법관의 영장을 받도록 하는 원칙이다. 한국도 영장주의를 따르고 있다. 즉, 강제처분을 함에는 원칙적으로 법원 또는 법관의 사전 영장이 필요하다는 것이다.
체포, 구속, 압수 또는 수색에 있어서의 영장주의는 헌법적 요청이다. 이 때의 영장은 법관이 수사기관에 대하여 주거에의 출입과 물건의 압수, 수색을 허가하는 뜻을 기재한 서면이다. 영장에는 처분의 대상, 시각, 장소가 구체적으로 명시되어야 하며, 이른바 일반영장은 금지된다. 영장발부에는 주거에 대한 압수나 수색이 객관적으로 필요한 것으로 인정될 만한 충분한 사유가 필요하고, 영장은 적법한 절차에 따라 검사의 신청에 의하여 법관이 발부한 것이어야 한다.

## 영장주의의 역사적 전개과정

### 영국
영장주의의 기원에 대해서는 영국법적 전통을 기원으로 하고 있다는 점에서는 견해가 일치하고 있다. 역사적인 관점에서 영장주의의 기원에 대한 설명은 인신보호영장으로 Habeas corpus의 관점에서 출발한다. Habeas corpus의 기원은 Magna Carta이전으로 올라갈 수 있지만, 이것은 귀족신분의 경우에만 적용되고 특정한 목적상의 제한이 있는 것이었다. 1215년 대헌장(Magna Charta Libertatum)은 귀족과 왕 사이의 통치계약으로서 통치권력으로부터 개인의 자유를 확보한 문서였다. 대헌장은 개인의 재산과 자유의 침해에 대해 법적유보(Gesetzesvorbehalt)를 포함하고 있으며, 구체적으로 제39조에서 ‘자유민(free man)’을 “적법한 판결이나 국법에 의하지 않고 체포, 구금되는 것”으로부터 보호하였다.
Habeas corpus는 12세기 영국 헨리 2세의 통치기간동안 클래런던 조례(Assize of Clarendon)에서 출발하였고, 이를 보장한 것이 1215년 Magna Carta이다. 이것 역시 성직자와 귀족, 그리고 봉건 제후의 권리만을 보장하는 문서였다. Magna Carta 제39조에 따르면 “자유민은 동등한 신분을 가진 자에 의한 합법적 재판 혹은 국법에 의하지 않고서는 체포, 감금, 추방, 재산의 몰수 또는 어떠한 방식의 고통도 받지 않는다.”고 하였고, 이후 Habeas Corpus Act 1679에 의해 국왕의 자의적인 체포와 구금을 부정하도록 제정되었다. Habeas Corpus Act가 제정되기 이전에도 인신보호영장제도가 있었다.
이 경우 인신보호영장은 명백히 부당한 구금으로부터 신체의 자유를 보호하는 역할을 하고 있었지만, 국왕의 특별명령에 의한 구금에는 적절히 대응하지 못하는 문제점이 있었다. 이에 17세기 들어와 국왕과 의회의 대립을 거쳐 국왕의 전단적인 체포와 구금을 부정하는 인신보호법이 제정된 것이다. 1679년 인신보호법(Habeas-Corpus-Act)은 상원을 대표하는 귀족들과 하원의 시민 세력 사이의 타협을 기반으로 제정되었다. 이 법은 무엇보다도 자의적인 체포, 즉 개인의 자유에 대한 필수적 요소의 보장을 포함하고 있다. 인신보호법에서 모든 주체들의 주관적 권리로서의 인신보호를 시행하기 위한 오랜 노력의 결과는 1689년 권리장전(Bill of Rights)으로 확인되었다. 권리장전은 명예혁명의 결과로 주로 의회의 권리를 확보했지만, 사법적 보장과 더불어 모든 국민에게 청원권을 보장하였다. 다시 말해서, 종래의 인신보호영장의 효력을 회피하여 국가기관이 불법적으로 장기간 구금을 계속하는 것을 막기 위한 것임을 명시하고, 이에 따라 이유를 명시하지 않은 체포는 위법으로 간주하고, 인신보호영장을 받는 동시에 피구금자는 반드시 신속히 재판을 받아야 하며, 인신보호영장에 의하여 석방된 자는 이후 어떠한 경우에도 동일한 범죄를 이유로 재차 체포 또는 수감될 수 없도록 하여 국가기관에 의한 부당한 체포나 구금을 법으로 금지한 것이다.
또한 절대왕정시기에 압수·수색에 관한 권한이 확장되어, 수색의 장소 등을 특정하지 않은 일반영장(general warrant)이 자주 문제되었다. 1763년 일반영장과 영장주의에 대한 중대한 전환점이 된 Wilkes 사건이 발생하였다. 영국의 언론인이자 하원의원 John Wilkes는 국왕인 조지 3세의 파리조약체결을 권장하는 내용의 연설을 비판하는 기사를 익명으로 게재하였다. 왕과 그의 신하들은 Wilkes를 처벌하기로 결정하고 그의 행위는 선동적 문서비방죄에 해당한다며 저자, 인쇄업자, 발행인을 체포하기위한 일반영장을 발부하였다.
Wilkes의 집에서 서적과 문서를 압수한 후 이를 증거로 하여 유죄판결을 내렸다. 그러나 Wilkes와 인쇄업자들은 집행관리 등을 상대로 손해배상을 청구하는 소를 제기하였다. 이에 대하여 Wood는 수색영장이 있었기 때문에 위법하지 않다고 주장하였으며, Wilkes는 영장이 무효라고 주장했다. Wilkes는 영국법에 따라 수색장소와 수색대상을 특정해야 한다고 주장하였고, Wilkes는 손해배상청구소송에서 승소하였다. 영국에서 발생한 Wilkes 사건은 향후 미국 수정헌법 제4조의 제정에 많은 영향을 주었다고 평가된다.
일반영장에 대한 문제점은 Wilkes 사건 이후에도 계속 발생하였다. 1765년 Entickv. Carrington 판결에서는 국무대신이 발부한 영장은 위법하며, 영장은 치안판사가 발부해야 한다는 원칙을 분명히 하였으며, 이를 기반으로 이루어진 일반영장의 집행은 위법하다고 판단하였다. 이 사건의 개요는 다음과 같다. 1762년 정부에 비판적인 신문을 발행해온 John Entick은 문서비방혐의로 체포되었으며, 그의 모든 책, 편지, 서류 등을 압수하는 일반영장이 발부·집행되었다. 집행하는 과정에서 당시 2천 파운드의 손해도 발생하였다. Entick은 집행관인 Nathan Carrington 외 James Watson, Thomas Ardran, and Robert Blackmore를 상대로 불법행위에 기한 손해배상을 청구하는 소를 제기하였다.
피고 측은 자신들이 국무대신인 Halifax가 발부한 영장에 근거하여 행동하였기 때문에 손해배상의 책임이 없다고 주장하였다. 그러나 민사보통법원(Common Pleas)은 국무대신이 영장을 발부할 권한을 가지지 않는다고 판시하였으며, 항소심 법원은 일반영장의 집행이 위법함을 인정하였다. 이 사건은 시민의 자유를 확립하고 국가권력행사의 범위를 제한하는 영국법에 영향을 미친 중요한 사건으로 인식되고 있다.

### 미국

#### 수정헌법 이전
미국의 경우 18세기 중반까지 치안판사(magistrate)의 일반영장에 의한 압수·수색이 널리 이루어지고 있었다. 일반영장에 대한 금지규정은 1776년에 버지니아 권리장전(Virginia Bill of Rights)에서 규정되었다. 그리고 임검영장(writ of assistance)이 관세법위반죄와 밀수품을 적발하기 위하여 광범위하게 사용되었다. 1776년 1월 국왕법률고문인 James Otis는 Paxton 사건에서 임검영장은 일반영장으로 세관원들이 주거를 수색하는 것에 대하여 강력히 비판하였다. 법률고문직을 사임하고 보스턴 상인들의 변호인이 된 그는 63명의 상인들을 대변하여 Paxton 사건에서 임검영장은 마크나카르타와 배치되는 것으로 무효라고 주장하였다. 하지만 메사추세츠주 대법원은 대상이 특정되지 않은 영장이라도 영국에서 일반적으로 널리 사용되었기 때문에 영장은 유효하다고 판단하였다. 그의 주장은 받아들여지지 않았지만 이후 독립전쟁에 씨앗이 되었다. 이후 메사추세츠 의회는 주 대법원의 Paxton 사건의 판결을 받아들이지 않고 소비세와 관세법을 집행하는 영장 등 모든 영장은 압수·수색의 대상이나 장소가 특정되어야 한다는 것을 내용으로 하는 법안을 통과시켰다.
일반영장을 금지하는 규정은 1776년 6월 버지니아 권리장전(Virginia Declaration of Rights) 초안에 최초로 규정되었다. 이후 1791년 수정헌법 10개 조항이 채택되었는데, 이 중 수정헌법 제4조는 수사기관의 불합리한 수색·체포·압수를 금지하고 있으며, 일반영장을 금지하고 있다. 또한 영장은 중립적이고 독립적인(neutral and detached) 치안 판사(magistrate)에 의하여 발부되어야 한다는 것도 분명히 하였으며, 영장 발부의 요건으로 ‘상당한 이유(probable cause)’는 근거 없는 압수·수색이 자행되어서는 안 된다는 것을 의미한다. 수정헌법 제4조에서는 “부당한 압수·수색을 금지하는 합리성조항(reasonable clause)과 영장의 발부요건을 규정한 영장조항(warrant clause)”으로 구성되어 있다. 이러한 수정헌법 제4조는 정부 관료를 중립적이고 이해관계 없는 자가 아니며, 심사되지 않은(unreviewed) 행정부의 재량 역시 국민의 사생활 비밀 또는 표현의 자유 등을 침해할 가능성이 높다고 보고 있으며, 행정부는 유죄의 증거 수집에만 몰두할 것이라는 판단을 기초로 하고 있다.
미국이 영국의 식민지인 시대에 영국 관리들은 영국 관세법 위반사범을 수사하는 수단으로 주거에 대한 수색에 있어서 광범위한 재량권이 있었다. 이러한 경험은 미국 독립과정에서 통제되지 않는 정부의 수색권에 의해서 개인의 자유와 프라이버시가 부당히 침해될 수 있다는 것에 관심을 가지게 되었으며, 이것이 바로 미국 수정헌법 제4조의 배경이 된 것이다.

#### 수정헌법 제4조
미국 수정헌법 제4조는 두 부분으로 나뉘어 있다. 제1문은 불합리한 압수·수색을 금지하는 합리성 조항(reasonable clause)이며, 제2문은 영장의 발부요건인 상당한 이유(probable cause)와 특정성(particularly describing)을 규정한 영장 조항(warrant clause)이다. 특정성은 압수·수색의 대상과 그 내용이 불명확하거나 포괄적·일반적이어서는 안 된다는 것을 의미하므로 특정성에 대한 수정헌법 제4조의 규정은 일반영장을 금지하는 것과 동일한 의미가 있다고 해석할 수 있다. 또한 영장은 중립적이고 독립적인(neutral and detached) 치안 판사에 의해 발부되어야 한다는 것도 분명히하여 영장발부의 주체를 명시적으로 규정하였다.
영장 발부의 요건으로 ‘상당한 이유’는 근거 없는 압수·수색이 자행되어서는 안된다는 것을 의미한다. 이러한 수정헌법 제4조는 정부 관료를 중립적이고 이해관계 없는 자가 아니며, 심사되지 않은(unreviewed) 행정부의 재량은 사생활의 비밀이나 표현의 자유 등을 침해할 가능성이 높으며, 행정부는 유죄의 증거 수집에만 몰두할 것이라는 판단을 그 이론적 기초로 하고 있다. 이는 미국 연방대법원도 마찬가지이다. 연방대법원에 따르면 “수정헌법 제4조는 모든 불합리한 압수·수색을 금지하며, 치안판사의 사전 승인 없이 사법적 절차 밖에서 행해진 압수·수색은 그 자체로 부당하다고 평가하는 것이 동 조항의 주요 원칙”으로 보았다.
하지만 수정헌법 제4조에 따라 영장주의가 선언되었음에도 불구하고 수사기관의 모든 압수·수색에 대하여 영장발부를 요구하지 않았다. 1960년 Warren 연방대법원 이후 영장주의의 예외를 계속적으로 인정하고 있으며, 사생활 보호에 대한 침해 정도와 적법한 법집행이라는 공익을 비교형량하여 영장주의의 예외를 인정하고 있는 추세이다. 이후 대법원 다수의 판결에 따라 개정된 제4조의 영장 요구사항은 “수사 및 압수수색법의 중심적 존재이며, 중립과 분리된 치안판사에 의한 사전 심사는 시민보호에 대한 핵심이다” 라는 오랜 주장이 확신되었다. 기술의 발전과 함께 4차 개정 영장 요구 사항을 재활성화하기 위해 점점 더 실용적인 방법이 제공되었고, 즉각적으로 사용할 수 있도록 법원이 긴급 상황인 예외를 재검토하여 전화 팩스 등에 비추어 특정 사건의 상황이 긴급한 것으로 볼 수 있는지를 결정하고, 전화 절차의 경우, 프라이버시 가치를 위협할 수 있는지를 검토하였다.
제4차 개정안의 본질적인 목적은 시민들이 자신의 사생활에 대하여 부당한 침해로부터 보호하는 것이었다. 즉, 영장 선호는 법 집행관과 민간인 사이에 중립적이고 분리된 치안을 개입시킴으로써 더욱 효과적으로 한다. 간단히 말해서, 검사와 경찰관은 수사에 관하여 필요한 중립성을 유지할 것으로 기대할 수 없다. 반대로 치안판사는 편견, 서두른 또는 경쟁력 없이 합리성과 개연성이 있는 명분을 결정할 수 있는 더 나은 위치에 있기 때문에 중립적이고 객관적인 판단이 가능하다는 것이다.

#### 압수·수색의 범위
(1) 불법한 재산침입 심사기준
수정헌법 제4조에서 선언하고 있는 영장주의는 위법한 침해로부터 개인의 주거를 보호하기 위한 것에 중점을 둔 것이다. 즉 가택수색이 중심에 있었고, “주거에 대한 물리적 침입(physical trespasses into house)” 역시 중심에 있었다. 영장주의가 적용되는 압수·수색에 있어서 물리적 침입(intrusion)이 “불법한 재산침입 심사기준(trespass property theory)”에 의하여 엄격하게 적용하였기 때문에 압수·수색의 적용범위가 좁아졌다. 결국, 영장주의가 적용될 수 있는 수색에 해당하려면 물리적 침입이 있어야하며, ‘헌법적으로 보호되는 영역’을 ‘물리적으로 침투하는 경우’에 영장이 필요한 수색으로 보았다.
Boyd v. United States 사건에서는 영장주의의 적용범위를 “개인의 주거의 신성함과 사생활 영역에서의 프라이버시”에 대한 침해로 보았다. Olmstead v. United States 사건에서 연방수사관이 영장 없이 피의자의 집과 사무실에서 이루어진 전화통화 내용을 도청한 것에 대하여 이러한 도청행위는 수정헌법 제4조에 위반되지 않는다고 보았다. 통화내용은 수정헌법 제4조의 보호대상이 아니라고 판단하였기 때문이다. 즉, 수정 헌법이 보호대상으로 하는 것은 주거 등에 대한 물리적 침입이 있어야 적용되는 것을 확인한 것이며, 그 장소 외부에서 수사관에 의해 이루어진 도청행위는 물리적 침입이 없기 때문에 수색에 해당하지 않는다는 것이다.
(2) 합리적 프라이버시 기대 심사기준
Olmstead v. United States 사건에서 제시한 심사기준은 Katz v. United States에서 획기적으로 변경되었다. 이 사건은 연방수사관이 공중전화를 이용하여 불법도박을 하고 있는 Katz를 수사하던 중 그가 사용하고 있던 전화 부스 바깥에 전기적 장치를 부착하여 그의 대화내용을 영장 없이 청취한 사건이다. 그의 대화내용에 대한 감시는 물리적 침입을 수반하지는 않았지만 ‘수색’에 해당하며 수정헌법 제4조가 적용되므로 영장주의가 적용되어야 한다고 판단한 것이다.
여기에서 ‘사생활 보호에 대한 합리적 기대’(reasonable expectation of privacy)라는 기준을 제시하였다. 수정헌법이 보호하는 것은 ‘특정한 장소’가 아니라 ‘개인’을 보호하는 것이며, 공중전화 부스는 개인의 프라이버시에 대한 기대가 있는 것이라고 본 것이다. 즉 어떤 사람이 집이나 사무실에서 행한 사적 행위가 공중에 노출되었다면 보호되지 않지만, 공중에 노출되는 장소에서 이루어진 행위라고 그것이 사적인 것으로 보기를 기대하였다면 헌법이 보호해야 한다는 것이다. 이 사건은 종전의 물리적 침입이라는 기준에서 사생활 보호라는 관점으로 전환을 한 것으로 평가할 수 있다는 점에서 의의가 있다.
(3) Katz 사건 이후의 변화
영장주의 적용에 있어서 획기적인 판결이 나왔음에도 불구하고 영장 집행에 있어서는 큰 영향을 주지 못했다. 이후 미국 연방대법원에서는 ‘정보취득을 위한 잠입수사관’, ‘주택 뒷마당에 대한 공중감시’, ‘쓰레기 검사’, ‘전기추적장치의 사용’등에 대해서는 ‘수색’이 아니므로 수정헌법 제4조의 적용대상이 아니라고 판단하였다.
이처럼 미국 수정헌법은 개인 주거에 대한 수색을 그 적용대상으로 하고 있기 때문에 다양하게 등장하는 새로운 수사기법을 적용하는 것에 있어서 수정헌법 제4조를 적용함에 있어서 많은 어려움이 발생하게 된다. 다시 말해서 물리적 주거수색에 중점을 둔 수정헌법 제4조는 정보통신기술의 발전에 따른 압수·수색 문제에 대하여 수정헌법 제4조를 직접 적용하는 것에 있어서 난항이 예견되었다.

### 독일
독일의 경우, 참심제 또는 시의원 평의회 또는 판사에 의해 자유의 박탈이 명령되어 영장주의가 도입되기 이전에도 유보의 형태를 찾을 수 있다. 독일에서의 영장주의는 19세기부터 시작되었다. 개인의 주관적 권리를 인정하고자 하는 움직임은 19세기초 독일의 남부 지방의(바이에른, 바덴, 헤센, 뷔템베르크) 헌법들에서 찾을 수 있으며 법적 근거와 그 안의 형식들을 규정하는 조항은 1818년 바이에른 헌법에서 찾을 수 있다(제4장 제8조 3항). 파울교회 헌법(Paulkirchenverfassung)은 중세시대의 법원(Rechtsquellen)을 모델로 삼아 제138조 제2조에서 체포(Verhaftungen)를 위한 영장주의를 도입하고 제140조 제2항 제1문에서 주거수색을 위한 영장주의를 규정하였다. 동조 제2항 제2문과 제3문에서는 현행범 추적의 경우와 다른 법에서 법정 공무원에게 확장된 권한을 수여한 경우에 이에 대한 예외를 허용하고 있다. 파울교회 헌법 제138조에서의 예방적 조치의 종류를 포함한 이미 모든 형태의 자유박탈은 독일 기본법 제104조와 유사하지만, 통지의무(제104조 제4항)과 학대금지(제104조 제1항 제2문)는 제외되고 있다.
1879년에 시행된 제국 형사소송법(Reichsstrafprozessordnung)에서 영장주의는 제국 형사소송법 제105조 제1항에 따라 효력을 가지게 되었다. 독일제국법원(Reichsgericht)의 법관은 긴급을 요하는 때에 명령을 위임받은 사람만이 법관의 명령을 필요로 함에 따라 생기는 시간손실이 처분의 결과에 영향을 줄 수 있는지 여부에 대해 판단할 수 있다. 이 때문에 형사소추기관이 통제를 원하는지 여부를 소추기관의 재량에 맡겼다. 이는 파울교회 헌법 창시자들에 의해 본래 법관에게 의도된 통제기능이 제국법원의 법관들에게 아무런 의미가 없다는 것을 보여준다.
독일의 영장주의는 우선 기본법(제13조 주거의 보호, 제104조 신체의 자유)에 의한 헌법(예를 들어 자유와 주거의 보호)으로 도입되었다. 1949년 이후 다수의 영장주의가 형사소송법에 규정되었고, 영장주의는 특히 기밀적 수사기법이 도입된 이후 새로운 시대를 맞이하게 되었다. 입법자는 헌법상 보호되는 피의자(Beschudigte)의 사생활에 대한 침해가 있는 한 영장주의가 적용되도록 하였다. 또한 입법자는 진보적 수사기법의 법적 규제에서 기본법상 요구되는 한계를 고려해야하므로 거의 모든 규정에서 기본권과 관련된 형사절차상 수사의 명령에 관한 영장주의를 규정하게 되었다.

## 영장주의의 목적과 기능

### 영장주의의 목적
기본적으로 영장주의의 목적에 대한 헌법상의 합의는 없으나, 사법부의 개입이 형사절차상 수사조치를 받거나 이에 영향을 받을 수 있는 사람들을 보호하기 위한 것이며, 법집행기관의 자의적이고 광범위한 재량에 의한 압수·수색을 통제하기 위한 것으로 보는 것이 일반적이다. 이에 영장주의는 특별히 중대한 기본권 침해와 관련하여 결여된 혹은 너무 늦은 법적 보호를 보완하기 위한 것으로 이러한 두 가지 측면의 조합으로 볼 수 있다. 따라서 영장주의는 일반적으로 단지 하나의 목적으로 설명될 수 없다.

#### 행정부의 통제
독일 기본법에서 영장주의의 역사적 목적은 특히 제3제국에서 발생했던 행정부의 권리 남용을 방지하기 위한 것이었다. 이러한 목적을 위해 특정 침해조치에 대한 실제 결정은 처음부터 법관에게 맡겨졌다. 이는 자유와 주거의 보호를 우선 단순한 법으로 실현되도록 규정하고자 하는 것이 아닌 즉각적이고 무엇보다도 직접적으로 효과적 보호를 달성하기 위한 것이었다. 영장주의는 민주적으로 합법적이지 않은 ‘빌헬름(wilhelminische)’ 경찰에 대한 상당한 불신이 있었을 때부터 시작되었으며, 그 점에 있어서는 행정부를 통제하는 것이 합당하였다.는 판단에 근거한다.
법관의 독립성으로 인해 법관은 기본권 침해의 당사자들의 권리를 가장 확실하고 적절하게 보장할 수 있으며, 이에 영장주의는 검경 등 통제의 전단계화 된 법적보호로서 수사기관의 독단적 권리남용의 위험을 방지하기 위한 기능을 수행하였다. 또한 1848/49년의 파울교회 총회의 헌법 논의와 관련하여 법률유보(Gesetzesvorbehalt)는 자의적인, 가령 정치적 동기에 의한 체포로부터 보호하기에 충분하지 않았으므로 이에 체포권 남용의 위험이 특히 고려되었다는 견해가 있다. 이 외에도 헌법상 규정된 영장주의는 우선적으로 기본권침해에 대한 헌법적 정당화에 따른 기본권 보호의 기능을 수행하면서 다른 한편으로 형사소추기관의 객관적 권한을 제한하는 것을 의미한다고 보아 이에 명령을 내리는 법관은 형사소추기관의 객관적 통제기관으로서의 성격을 갖는다는 견해도 있다.
이에 반해 영장주의는 19세기 특정 조치를 위한 본래의 사법적 관할권으로부터 특히 형사소송법에서 발전된 것으로 직접적으로 형사소추기관의 통제에 기여하는 것이 아니라는 견해도 있다. 이에 따르면 영장주의는 단지 명령권한을 포함하는 것이며 통제권한은 이에 포함되지 않는다고 한다. 이와 비슷한 견해로 영장주의는 이러한 통제를 의미하지 않으며 기본법 제19조 제4항에 근거할 수 없다는 입장으로 이 견해에 따르면 헌법상 규정된 영장주의는 오히려 기본법 제13조 제3항 및 제104조 제2항 제1문에서 근거할 수 있는 추가적 법적보호를 나타낸다.고 한다.

#### 침해의 심각성
일부 견해에 따르면 독일 연방헌법재판소는 당사자들의 권리와 침해의 심각성(Schwere des Eingriffs)으로부터 영장주의를 도출한다고 보았다. 특정 국가적 조치는 법적 제재의 대상에게 강력한 조치가 될 수 있으므로 사법적 심사 없이 대상자에게 수인의무(Duldungspflicht)를 지울 수 없으므로 이러한 조치는 일시적으로 받아들여지지 않을 수 있다. 또한 개인 또는 재산권 침해는 원칙적으로 법관의 권한에 속하며, 이러한 평가의 동기에 따른 일부 수사조치는 당사자들의 개인적 권리에 깊이 개입하기에 적합하다는 것이다.

#### 절차적 상황의 특수성
영장주의의 의의와 그 목적은 법관의 명령에 따라 이루어지는 개입의 절차적 특성(Besonderheit der Verfahrenssituation)에 따라 설명될 수 있다. 특정 조치는 즉시 이행되도록 되어 있어 법적 보호가 적시에 이루어지기 불가능한 특징을 갖는다. 자유의 박탈 혹은 주거의 수색은 잠재적 당사자들이 그러한 조치가 이루어지기 이전에 알고 대비한다면 수사기관의 조치를 회피하거나 수사기관이 찾는 증거를 제거하는 등의 가능성이 있으므로 대부분 압수·수색이 의도하는 본래의 의미를 상실한다.
따라서 이러한 조치들은 당사자들에게 필요적으로 예기치 않은 효과(Überraschungseffekt)를 미치게 된다. 이렇듯 적시에 효과적인 사법심사가 이루어지지 않음에도 불구하고 사전적 사법결정의 대상이 되지 않는 여러 가지 침해가 존재한다. 그러므로 적시에 이루어지지 못한 법적 보호를 보상하는 것은 영장주의의 의미와 목적일 뿐만 아니라, 수사조치에 영장주의가 존재하는 이유가 될 수도 있다.
또한 영장주의는 수사에 방해되지 않도록 적어도 수색의 시점부터 당사자들에게 알려지지 않은 채 이루어지는 수사조치와도 관련이 있다. 당사자들은 수사조치의 회피 또는 중지를 위한 법적 보호를 요청 할 수 있는 가능성이 없다. 기본권에 대한 광범위한 침해는 종종 독일 기본법 제19조 제4항이 적용되기 이전에 끝나는 경우가 대부분이므로 주거수색과 자유박탈을 위한 영장주의는 독일 기본법에 규정되어 있다. 특히, 당사자가 기본권침해에 대해 전혀 알지 못한다면 추후 침해에 대한 조치를 취할 수 있는 가능성의 결여를 사법적 개입을 통해 보충할 수 있다.
비슷한 견해로 영장주의의 목적을 독일 기본법 제103조 제1항의 법적 심문의 흠결을 보충하는 것으로 보는 입장이 있다. 독일 형사소송법 제162조에 따르면 법관은 검사의 청구에 따라 활동하게 되며, 원칙적으로 당사자들의 사전 심문 없이 행해지는 수색 또는 구속명령과 같은 조치의 경우 수사판사의 개입은 관련자들의 모든 이익의 고려가 이루어지도록 하기 위한 것이며, 이는 법적 심문이 이루어지지 않은 것에 대한 일종의 “대체” 역할을 한다는 것이다. 따라서 영장주의의 목적은 기본권주체에 대한 적절한 고려가 이루어지도록 하기 위하여 독립적이고 중립적인 기관을 통한 예방적 통제를 보장해야 한다.

### 영장주의의 기능
영장주의는 이중적 기능을 가진다. 우선 영장주의를 통해 절차를 통한 기본권보호의 실효성을 높인다. 강제조치의 당사자에 대한 가장 효과적 보호는 자신의 기본권에 대해 계획된 국가의 개입을 자제하는 것이다. 가능한 경우 (국가적) 조치의 시행 전에 중립적이고 독립적인 법원을 개입시킴으로써 당사자들의 절차적 권리를 보장하여 이루어진다. 더불어 국가적 개입장치의 적합성과 효율성을 높이는데, 이는 사법적 관여가 높은 수준의 기본권에 대해 심각하고 중대한 침해를 허용한다는 사실에 의해 달성되며, 이러한 관여 없이는 기본권에 대한 침해가 완전히 허용되지 않을 수 있다.
영장주의를 통한 사법적 개입은 기본권 보호기능의 역할을 한다. 강제처분의 당사자들은 자유가 박탈된 기간 동안 법적보호기관에 자유롭게 접근할 수 없으므로 기본권 보호기능이 더욱 중요해진다. 이 때문에 당사자들은 사법적 개입을 포기할 수 없다. 그러나 법관에 의한 기본권 보호가 자유의 박탈이 이루어지기 전에 시행되는 경우라 하더라도 독일 기본법 제19조 제4항(공권력에 의해 기본권이 침해될 시 법률적 수단 보장)과 비교될 수 없다. 즉, 강제처분에 의한 기본권 침해가 이루어지기 전 영장주의를 통한 기본권 보호와 기본법 제19조 제4항의 강제처분이 행해진 이후의 기본권 보호는 같은 차원의 기본권 보호장치로서 볼 수 없기 때문이다. 왜냐하면 수사기관의 강제처분 명령이 법관에 의해 행사되더라도 이는 기본법 제20조 제2항 제2문(권력분립 원칙)과 제92조(사법권의 행사)에서 의미하고 있는 “재판(Rechtsprechung)”으로서 사법활동으로 볼 수 있는 본질적 기능이 결여된다고 본 것이다.
이와 같이 법관유보행위를 법관의 사법 활동으로 볼 수 없는 이유는 특히 독일기본법 제101조(재판받을 권리), 제103조 제1항(법적 청문을 받을 기본권)에 의해 보장되는 공정하고 중립적인 절차의 형사절차적 중립성 보장이 이루어지지 않기 때문이다. 사후적으로 이루어지는 사법적 결정과 달리, 사전의 사법적 개입행위의 경우 관련 당사자에 대한 법적 심문이 이루어지지 않기 때문에 특별한 절차적 보장이 이루어지지 않는다. 그러나 대부분 당사자들에게 향후 조치를 사전에 통보해서는 안 되고 심문을 할 수도 없으므로 이는 절차적 결함이 아닌 절차의 의미에 따른 것으로 해석할 수 있다.
그래서 법적 청문권과 참여권 보장에 관한 원칙이 사법절차의 헌법상 필요적 기본요소 중 하나임에도 법관유보행위에서는 이러한 원칙이 지켜지지 않는 것이다. 이런 의미에서 법관의 유보행위가 독일 기본법 제92조의 의미 내에서의 사법적 활동으로 볼 수 없으며, 이는 법관의 유보행위가 자유박탈(강제처분)을 집행하기 전에 행해진 경우라면 더욱 그렇다. 오히려 법관은 사법부가 아닌 행정부의 보조기능으로 작용하며, 그러한 활동이 행정적으로 법관에게 주어진다는 사실은 법관의 유보행위가 기능적으로 제92조의 의미 내에서의 사법권 행사가 되지 않는다는 것을 의미한다. 따라서 법관의 유보행위에 따른 사전적 효과는 제19조 제4항의 법적 보호와 완전히 동등하다고 할 수 없다.

## 영장 제도의 일반론

### 영장의 정의
영장은 경찰관, 검사 등 범죄수사를 실시하는 ‘수사기관’에 대해 판사가 방법이나 범위를 명시하여 사건의 조사를 실시하는 것을 인정하는 허가장을 말한다. 예를 들어, 「○○씨가 ××죄의 혐의로 체포됐다」라고 하면, 피의자를 체포하는 경찰관은 자신의 판단으로 누구라도 체포할 수 있는 것은 아니므로, 경찰관이 사람을 체포할 때에는 원칙적으로 “피의자 ○○을 ××죄의 혐의로 체포하는 것을 허용한다.”라는 내용의 영장(체포영장) 발부를 판사에게 청구하여야 하며, 이때 독립적이고 객관적인 판사로부터 영장을 발부 받지 않으면 안 된다는 규칙을 말한다. 영장주의의 예외로는 체포를 하고, 스스로 저지른 범죄에 대해 밝히는 현행범 체포의 경우에는 체포영장이 필요하지 않다. 마찬가지로 자택수색에 대해서는 압수수색 영장이, 신체검사에 대해서는 해당 영장이 필요하다. 이처럼 영장주의는 “법원 또는 판사가 발부한 적법한 절차, 즉 영장에 의하지 않고서는 형사절차 상의 강제처분을 할 수 없다”는 원칙을 말한다.
한국 형사소송법 제200조의2는 피의자의 체포는 체포영장에 의한 것을 원칙으로 규정하고 있으나, 제200조의3에서는 긴급체포와 제212조에서의 현행범인 체포의 경우에는 체포영장을 요하지 않는다고 규정하고 있다. 그리고 215조에서는 수사기관의 압수수색검증의 긴급성에 대응하기 위한 영장을 받을 수 없는 예외적인 경우가 있을시에는 영장에 의하지 않는 압수·수색과 검증이 허용된다고 규정하고 있다. 한편, 일본 형사소송법 제222조 제1항과 제110조에 의하면 수색압수영장은 그 집행에 있어서 「처분을 받는 자에게 이를 제시하지 않으면 안된다」고 규정하고 있으므로, 이 규정은 처분을 받는 자의 ⅰ) 영장의 존재를 확인하고, ⅱ) 처분의 수인 범위를 확인한다음, ⅲ) 사후의 불복신청 가능성을 판단한다는 이익을 보호하는 것을 목적으로 하고있다. 따라서 영장 제시는 단순히 피처분자에게 경각시키는 것만으로는 부족하며, 그 내용을 충분히 양지할 수 있는 정도로 제시하여야 한다. 그런 취지에 비추어볼 때 영장 제시는 원칙적으로 압수 집행보다 먼저 해야 한다.

## 영장 현황과 실태

### 구속영장
2014년부터 2018년까지 대법원 영장청구와 발부, 기각과 발부율을 살펴보면 영장청구는 평균 35,729건으로 2014년 대비 대체로 감소추세를 보이고 있으나 영장발부는 평균 28,970건으로 증가와 감소를 교차하고 있는 것을 알 수 있다. 또한 2014년 대비 대체로 감소추세에 있고, 기각은 평균 6,755건으로 증가와 감소를 교차하고 있으나 2014년 대비 대체로 감소추세에 있는 것을 알 수 있었다. 그리고 발부율은 평균 81.1%로 2014년 대비 증가추세에 있는 것을 확인할 수 있다. 이를 도표로 나타내면 다음과 같다.
|      | 청구   | 발부   | 기각  | 발부율 | 구속기소 인원수 | 발부(수사) 대비 구속 기소율(%) |
| ---- | ------ | ------ | ----- | ------ | --------------- | ------------------------------ |
| 2014 | 35,767 | 28,438 | 7,299 | 79.5   | 28,479          | 100.1                          |
| 2015 | 38,061 | 31,158 | 6,883 | 81.9   | 31.343          | 100.6                          |
| 2016 | 39,624 | 32,395 | 7,242 | 81.8   | 232.528         | 100.4                          |
| 2017 | 35,126 | 28,400 | 6,739 | 80.9   | 28,728          | 101.2                          |
| 2018 | 30,065 | 24,457 | 5,610 | 81.3   | 24.876          | 101.7                          |
| 평균 | 35,729 | 28,970 | 6,755 | 81.1   | 29.191          | 100.8                          |

### 압수․수색․검증 영장
2014년부터 2018년까지의 압수수색검증영장 현황을 살펴보면 영장청구는 평균 201,714건으로 2014년 대비 비교적 증가추세에 있으며, 영장발부는 180,034건으로 2014년 대비 증가추세에 있는 것을 알 수 있다. 일부기각과 기각 역시 증가추세에 있으며, 영장 발부율은 평균 89.3%로 2014년 대비 점차 감소하고 있는 것을 확인할 수 있다. 최근 5년간 압수수색검증 영장 현황을 살펴보면 다음과 같다.
|      | 청구    | 발부    | 일부기각 | 기각  | 발부율(%) |
| ---- | ------- | ------- | -------- | ----- | --------- |
| 2014 | 181,067 | 166,033 | 13,421   | 1,613 | 91.7      |
| 2015 | 184,000 | 165,042 | 17,261   | 1,697 | 89.7      |
| 2016 | 188,538 | 168,268 | 18,543   | 1,727 | 89.2      |
| 2017 | 204,263 | 181,012 | 21,273   | 1,978 | 88.6      |
| 2018 | 250,701 | 219,815 | 28,213   | 2,673 | 87.7      |
| 평균 | 201,714 | 180,034 | 19,742   | 1,938 | 89.3      |

## 영장주의의 적용범위

### 체포와 구속, 그리고 압수․수색 등의 강제처분
한국 헌법의 경우 영장주의의 적용대상으로 체포·구속·압수·수색과 주거의 압수·수색을 예정하고 있다. 즉, 헌법 제12조 제3항에 따르면 “체포·구속·압수 또는 수색을 할 때에는 적법한 절차에 따라 검사의 신청에 의하여 법관이 발부한 영장을 제시하여야 한다. 다만, 현행범인인 경우와 장기 3년 이상의 형에 해당하는 죄를 범하고 도피 또는 증거인멸의 염려가 있을 때에는 사후에 영장을 청구할 수 있다.”고 규정하고 있다.
또한 제16조에 따르면 “모든 국민은 주거의 자유를 침해받지 아니하며, 주거에 대한 압수나 수색을 할 때에는 검사의 신청에 의하여 법관이 발부한 영장을 제시하여야 한다.”고 규정하고 있고, 헌법은 체포·구속·압수·수색에 대해서는 원칙적으로 사전영장 주의를 선언하고 있다. 다만 제12조 제3항 단서의 경우 현행범인 등에 대해서는 사후에 영장을 청구하도록 규정하고 있다. 체포·구속·압수·수색과 같은 형사절차상 ‘강제처분’에 대해서는 영장주의가 적용된다는 점에서는 이론의 여지가 없다. 영장주의의 기원에서 볼 때 신체와 주거에 대한 자유를 보장하기 위한 장치로 영장주의가 출발하였다는 점에서 볼 때 더욱 그러하다.

## 관련 사례

### 가정폭력 피해자 보호와 주거 진입 허용 여부
- 2019년 7월 중순 모 오피스텔에서 발생한 청소기가 든 택배상자 분실사건을 접수. CCTV를 분석한 경찰은 A씨 집을 영장 없이 집을 수색하였으나 분실 물품을 발견하지 못했다. 특히, 경찰이 동의를 구하지 않고 사진을 찍어가는 등 주거 자유를 침해하였고 수사 이유로 영장도 없이 집을 수색한 경찰을 국가인원위원회는 “강압수사”라고 보도하였다.20) 판결은 수사기관이 우월적 지위에 의한 강압적인 수사를 행할 우려가 있으므로 이번 수색의 경우, 임의성을 확보하지 못했고 절차적인 요건을 갖추지 못하는 등 적절한 수사 방법 한계를 벗어난다고 보아 국가인권위원회는 경찰의 수색을 강압수사라고 판단하였다.[72]
- 2017년 가정폭력 신고를 받고 출동한 경찰관이 집안에 있던 A씨에게 폭행을 당했다. 조현병 환자인 A씨는 공무집행방해죄로 기소되었지만, 경찰이 신고만 받고 영장 없이 가택에 침입한 것은 적법한 공무집행이 아니었다는 것이다. 경찰관 직무집행법상 위험성이 있다고 판단되면 현장출입이 가능하고, 가정폭력방지법에 의하면 신고 접수 시 명백한 허위신고가 아닌 이상 내부로 진입해 조사할 수 있었다. 그러나, 본 사안의 경우 경찰청은 출동 경찰관이 ‘현장상황이 위험하다고 판단한 근거나 확신’을 제대로 소명하지 못하였기 때문에 해당 사안은 A씨의 무죄 판결이 선고되었다. 가정폭력의 경우 ‘범죄에 대한 수사’ 보다 ‘피해자 보호’에 더 집중되었지만 본 판결로 경찰 활동이 위축되어 피해자가 위험에 처하지 않도록 개선사항을 적극 활용할 방침이라 밝혔다.[73]
- 2019년 3월 가정폭력 신고를 받고 출동한 경찰을 A씨가 폭행하였는데, 영장이나 거주자의 허락 없이 남의 집에 들어간 경찰이 잘못했다는 것으로 나타났다. 이 사례는 가정폭력 관련법과 현장의 괴리를 보여주는 대표적인 사례로 21일 대구지법 판결문에 따르면 지난해 12월, 이웃의 신고를 받고 출동한 경찰관 2명은 잠기지 않은 현관문을 통해 들어갔으나 그때 흥분한 남성이 소리를 지르며 유리병을 던져 경찰관을 폭행했다는 것이다. 이에 1, 2심 재판부는 경찰관이 영장을 소지하지 않았고, 주거지를 범행 직후 장소로 볼 수 없고, 주거지 출입 동의가 없다는 점 등을 들어 공무집행방해에 해당하지 않는다며 경찰관에게 폭행을 가한 남성에게 무죄를 판결하였다.[74]
- 2013년 12월 경찰은 ‘철도산업 발전방안 철회’를 요구하며 대정부 파업을 벌인 전국철도노조 위원장 김모씨 등을 체포하기 위해 민주노총 사무실을 수색하려 했는데, A씨 등이 경찰을 폭행하며 저지하자 이들을 공무집행방해 혐의로 기소하였다. A씨 등은 애초 경찰의 사무실 수색이 헌법상 영장주의를 위반한 불법수색이었다며 법원에 위헌법률심판 제청을 신청하였다. 이에 2심 법원인 서울고법이 이를 받아들여 헌재에 심판을 제기하였다. 형소법 216조는 검사나 경찰이 범인을 체포하거나 구속하는 경우 영장 없이 타인의 주거나 건물을 압수수색할 수 있도록 하고 있으며 사전에 영장을 발부받기 어려운 긴급한 사정이 있는 때에만 영장주의의 예외를 허용할 수 있다고 규정하고 있다. 그러나 본 사안은 수색에 앞서 영장을 발부받기 어려운 긴급한 사정이 인정되지 않는 경우에도 영장 없이 피의자 수색을 할 수 있다는 것으로 보아 헌법상 영장주의 예외 요건을 벗어난다고 지적하였다. 헌재는 단순 위헌을 결정할 경우 수색영장 없이 타인의 주거 등을 수색해 피의자를 체포할 긴급한 필요가 있는 경우에도 이를 허용할 법률적 근거가 사라져 법적 공백 상태가 발생하게 되므로 2020년 3월 31일까지 법 조항 효력을 잠정적으로 인정하는 헌법불합치 결정을 내렸다.[75]

### 세무조사와 행정목적 달성을 위한 민간기업 사업장출입과 자료제출 여부
- 대한 소아청소년과 의사회가 ‘이부진 프로포폴 의혹’과 관련, 법원의 영장 없이 임의로 환자 진료기록 제출을 강요한 서울지방경찰청장과 서울지방경찰청광역수사대장을 검찰에 형사고발하였다. 이유인 즉, 직권남용, 강요, 업무방해, 주거침입 등의 혐의다. “경찰은 청담동 모 성형외과를 점거하고, 환자의 진료기록 등의 제출을 강요”하였는데, 이는 “의료법 제19조 및 제21조 제2항을 전면적으로 위반하는 행위”라고 지적하였으나 증거불충분으로 혐의를 입증하지 못하였다. 대신 H 성형외과 원장 유모씨를 진료기록부 미기재 등 의료법 위반 혐의로 검찰에 송치하였다.[76]
- 2017년 9월 1일 경찰의 단속에 적발되어 성매매처벌법 위반 혐의로 입건하였는데, 당시 경찰은 하씨의 혐의를 입증하기 위해 경찰관을 손님으로 위장해 성매매 알선을 요구하는 등 함정수사를 하였다. 하지만 하씨가 성매매 알선을 거부하자 압수·수색 영장 없이 업소 내부로 강제 진입하여 범죄 관련 자료를 확보한 것에 대하여 법원으로부터 압수·수색영장을 발부받지 않았으므로 이는 영장주의에 위반한 강제수사로서 위법하다고 보았다. 이에 성매매업소의 손님들과 성매매 여성들이 작성한 진술서, 현장사진, 검찰 피의자 신문조서 등은 영장주의에 위반한 강제수사에 기인해 수집된 2차적 증거능력을 인정하기 어렵다고 하여 2017년 9월 1일 강제수사 과정에서 밝혀진 성매매 알선 혐의에 대해서는 무죄로 판단하였다. 단, 2015년 11월부터 2017년 6월까지 혐의에 대해서는 유죄를 선고하였다.[77]
- 경찰관 B씨 등 3명은 지난해 8월 25일 법원이 발부한 영장 없이 마약 복용 혐의를 받던 A씨의 주택 담을 넘어 침입하였다. 집 내부로 들어간 경찰은 냉장고와 옥상, 가방 등 집안 전체를 수색했고 A씨에게 소변검사까지 강요하였다. 또한 A씨에게 욕설을 하면서 마약범 신고 제보를 하면 공작금을 주겠다고 회유한 의혹도 가지고있다. 인권위는 “A씨의 동의를 받아 소변 검사를 진행했다고 주장하고 있지만 수사서류에는 소변·모발 채취 동의서가 작성되어 있지 않다”며 “헌법 제12조 제3항에 규정된 적법 절차를 위반해 신체의 자유를 침해했다”고 판단하였다.[78]
- 경찰은 2013년 12월 22일 파업 중이던 철도노조 지도부를 체포하기 위해 은신중인 것으로 알려진 민주노총 사무실에 강제 진입하기 위해, 대규모 경찰력을 투입하였다. 파업 때 경찰의 지도부 체포과정에서 불법행위로 손해를 입었다며 국가 등을 상대로 “출입·통행 권리를 방해하고, 압수수색 영장 없이 불법으로 침입하여 불법체포·감금”을 이유로 2014년 3월 소송하였으나 항소심에서 패소하였고 제1심 경찰의 직무집행 위법이 아니라고 판결하였다. 2심에서는 항소를 기각하였다.[79]
- 2011년 6월 충남 논산에서 노래방을 경영하는 황모씨는 노래방에서 주류 판매여부를 단속하는 경찰관을 발로 때리고 사진을 찍지 못하도록 막아, 공무집행방해 혐의로 기소되었다. 제1심 유죄선고에 대하여 “압수수색 영장이 없었고, 행정조사에 필요한 절차도 지키지 않았다”는 이유로 즉각 항소하였다. 이에 경찰은 단속 때마다 영장청구는 쉽지 않다는 이유를 받아 들여 1심에서는 유죄로 징역 1년을 선고 하였으나, 2심에서는 ‘경찰이 긴급하지도 않은 사안에 영장도 없이 압수수색을 했다’며 무죄를 선고하였다.[80]

### 불법체류 외국인
- 이씨는 지난 2009년 8월, 2011년 3월과 4월 필로폰 밀수입 후 불구속 상태로 재판 중 중국으로 도피하였다. 2014년 6월 필로폰 운반으로 밀입국하는 등 마약류관리에관한법률위반(향정)·출입국관리법위반 등 혐의로 재판에 넘겨졌고, 2011년 8월 중국으로 도피해 생활하다 강제 퇴거 명령을 받자, 2013년 10월 인천항으로 입항하는 선박에 신발과 안경을 벗어둬 자살을 위장하고, 중국에 불법체류하였다. 이후 국내 밀입국하여 필로폰 밀수입 제안으로 중국으로 출국하였고 2014년 5월 영장 없이 검찰수사관에게 적발되는 과정에서 임의제출 의사 형태로 제안 받고, 검찰은 필로폰을 압수하였다. 1심 재판부는 출입국관리법 위반 등 일부 혐의만 유죄로 판단하고, 2014년 필로폰 밀수입 혐의는 무죄로 판결하였다. 2심 재판부도 2014년 혐의는 임의제출로 볼 수 없다고 판단하여 1심판결을 유지하였다.[81]
- 서울 신학대학으로 유학 온 몽골인 ㄱ씨가 아르바이트하는 광희동 몽골타운의 사무실에 출입국관리소 단속반원 6명이 영장 없이 들이닥쳐, ㄱ씨를 연행하였다. 체류 자격, 성명 등을 확인한 뒤에도 “유학생이 일하는 것은 불법”이라며 하루 동안 목동출입국관리소에 구금하였는데, 이는 G20 정상회의를 앞두고 이주노동자에 대한 반인권적인 단속으로 진행되었다. 민주노총·외국인이주노동운동협의회·이주노조·공익변호사그룹 공감 등은 “G20 빌미로 한 기만적인 이주노동자 합동단속 및 인권침해 중단”을 요구하였다. 한편 ‘외국인 밀집지역 특별단속 추진’ 계획에 따르면, 불법체류자도 주요 단속대상에 포함돼, 경찰은 전국 어느 곳에서든 외국인으로 추정되는 모든 사람들에 대한 불심검문을 진행하고 영장 제시 없이 이주노동자 주거지나 공장에 무단진입해 단속을 벌일 것이라 밝혔다. 경찰관계자는 출입국관리법상 경찰이 직접 불법체류자를 단속할 권한은 없으나, 검문검색 과정에서 불법체류자인 것을 인지하면 출입국관리소에 인계하는 차원이라고 설명했다.[82]

### 기타
- 2018년 5월 지하철에서 앞에 선 여성 피해자의 치마 속을 휴대폰으로 4차례 몰래 촬영하고, 같은 해 3~4월에도 7차례 지하철 맞은편에 앉은 다른 피해자 4명 등의 치마 속을 몰래 촬영한 혐의로 기소되었다. 마지막 범행 당시 신고를 받고 출동한 경찰에 붙잡혔으나 1심은 유죄로 인정하여 1년 2개월, 집행유예 2년을 선고하였다.[83] 그리고 2심에서 재판부는 1심 형량을 유지하였으나, 체포 이전 7차례 촬영 혐의에 대해서는 무죄로 판단하였다. A씨는 체포과정에서 경찰에 휴대폰을 임의제출 했으나, 경찰이 영장 없이 압수한 휴대폰에서 추출한 촬영사진은 증거능력이 없다는 이유로 무죄를 선고하였다.[84]

## 판례
- 인신의 자유를 제한하는 강제수사의 경우 사법권 독립에 의하여 신분이 보장되는 법관의 사전적, 사법적 억제를 통해 수사기관의 강제처분 남용을 방지하고 국민의 기본권을 보장하는 것을 그 본질로 한다[85]
- 모든 영장의 발부에 검사의 신청이 필요하다는 데에 있는 것이 아니다.[86]
- 범죄의 피의자로 입건된 사람들에게 경찰공무원이나 검사의 신문을 받으면서 자신의 신원을 밝히지 않고 지문채취에 불응하는 경우 형사처벌을 통하여 지문채취를 강제하는 구 경범죄처벌법 제1조 제42호는 영장주의의 원칙에 위반되지 않는다.[87]
- 동행보호규정은 재범의 위험성이 현저한 자를 상대로 긴급히 보호할 필요가 있는 경우에 한하여 단기간의 동행보호를 허용한 것으로서 그 요건을 엄격히 해석하는 한, 동 규정 자체가 사전영장주의를 규정한 헌법규정에 반한다고 볼 수는 없다.[88]
- 지방자치법에 근거한 조례에 의하여 지방의회에서의 사무감사,조사를 위한 증인의 동행명령장을 지방의회 의장이 발부하는 것은 동행명령장제도가 증인의 신체의 자유를 억압하여 일정한 정소로 인치하는 것이므로 법관이 발부한 영장의 제시가 없이 이루어져 영장주의원칙에 위배된다.[89]
- 수형자로 하여금 마약 검사를 위해 소변을 받아 제출하도록 한 것은 교도소의 안전과 질서유지를 위한 것으로 수사에 필요한 처분이 아닐 뿐만 아니라 검사대상자들의 협력이 필수적이어서 강제처분이라고 할 수 없어 영장주의의 원칙이 적용되지 않는다.
- 주취운전의 혐의자에게 영장없는 음주측정에 응할 의무를 지우고 이에 불응한 사람을 처벌한다고 하더라도 헌법 제12조 제3항에 규정된 영장주의에 위배되지 아니한다.[90]

## 각국별 영장청구권 규정

### 한국
헌법 제12조 및 제16조에서 검사의 신청을 명문으로 규정하고 있다. 그런데 한국 헌법상 검사의 영장청구권 조항의 진정한 가치는, 강제처분에 있어서 경찰의 권한남용을 방지하기 위해서는 단순히 법관의 영장을 받는 제도만으로 하여 법관의 심사만으로는 부족하고, 검사가 영장청구 전에 한 번 더 심사하여 2중의 심사 장치를 만듦으로써 더욱 강력한 통제장치를 만들고자 함에 있다고 보아야 할 것이다.

### 일본
제199조 ① 검찰관, 검찰사무관 또는 사법경찰직원은 피의자가 죄를 범하였다고 의심하기에 족한 상당한 이유가 있는 때에는 재판관이 미리 발부한 체포영장에 의하여 체포할 수 있다.
제218조 ① 검찰관, 검찰사무관 또는 사법경찰직원은 범죄의 수사를 함에 대하여 필요가 있는 때에는 재판관이 발부한 영장에 의하여 압수, 수색 또는 검증을 할 수 있다. 이 경우에 있어서 신체의 검사는 신체검사영장에 의하여 하지 아니하면 아니된다.
제203조 ① 사법경찰원은 체포장에 의하여 피의자를 체포한 때 또는 체포장에 의하여 체포된 피의자를 인수한 때는 즉시 범죄사실의 요지 및 변호인을 선임할 수 있다는 취지를 알린 후 변명의 기회를 주고, 유치의 필요가 없다고 사료하는 때에는 즉시 석방하며, 유치의 필요가 있다고 사료하는 때에는 피의자의 신체를 구속된 때부터 48시간 이내에 서류 및 증거물과 함께 피의자를 검찰관에게 송치하는 절차를 취하지 아니하면 아니된다.
제205조 ① 검찰관은 제203조의 규정에 의하여 송치된 피의자를 인수한 때에는 변명의 기회를 주고, 유치의 필요가 없다고 사료하는 때에는 즉시 피의자를 석방하며, 유치의 필요가 있다고 사료하는 때에는 피의자를 인수한 때로부터 24시간 이내에 재판관에게 피의자의 구류를 청구하지 아니하면 아니된다. ③ 전2항의 시간의 제한 내에 공소를 제기한 때에는 구류의 청구를 할 것을 요하지 아니한다. ④ 제1항 및 제2항의 시간의 제한 내에 구류의 청구 또는 공소의 제기를 하지 아니한 때에는 즉시 피의자를 석방하지 아니하면 아니된다.

형사소송법에 의하면 검찰･경찰 모두 체포영장(제199조)･압수수색영장(제218조)을 법원에 청구가 가능하지만, 구류권한은 검찰에게만 인정된다. 따라서 경찰은 체포 후 48시간 내 검찰에 신병을 인계해야 하며(제203조), 검찰은 신병을 인계받아 피의자에게 변명의 기회를 주고 24시간 이내에 구류청구 및 석방을 결정하거나 곧바로 공소를 제기할 수도 있다(제205조). 이와 같이 체포전치주의를 취하는 이유는 피의자의 신병을 구속하더라도 처음 신병을 구속할 때부터 혐의의 존재와 구속의 필요성을 일의적으로 명백하게 하기는 어렵고, 또한 처음부터 10일간의 구속을 하기 보다는 우선은 체포라는 단기간의 신병구속을 하고 그 사이에 일정한 수사를 진행하여 혐의가 없거나 신병구속이 필요 없는 사람은 석방시키고, 아울러 검찰관이 신병구속의 필요가 있다고 판단한 사람에 대하여는 체포보다 더 한층 엄격한 요건에 따라 재차 사법심사를 거치게 함으로써, 피의자의 인권을 지키면서 수사의 유동적인 상황에 대처하려고 하였기 때문이다.
제208조 ① 전조의 규정에 의하여 피의자를 구류한 사건에 대하여 구류의 청구를 한 날로부터 10일 이내에 공소를 제기하지 아니한 때에는 검찰관은 즉시 피의자를 석방하지 아니하면 아니된다. ② 재판관은 부득이한 사유가 있다고 인정하는 때에는 검찰관의 청구에 의하여 전항의 기간을 연장할 수 있다. 그 기간의 연장은 합하여 10일을 초과할 수 없다.
제208조의2 재판관은 형법 제2편 제2장 내지 제4장 또는 제8장의 죄에 해당하는 사건에 대하여는 검찰관의 청구에 의하여 전조 제2항의 규정에 의하여 연장된 기간을 다시 연장할 수 있다. 그 기간의 연장은 합하여 5일을 초과할 수 없다.

검찰의 구류기간은 최대 20일이 원칙이고, 내란･외환의 범죄 등 일부 범죄에 한해 최대 25일까지 연장이 가능하다. 통상 경찰은 구속영장신청권이 없기 때문에 구속사건은 필연적으로 검찰사건이지만, 구속 이후라도 경찰은 검사의 지휘나 스스로 판단에 따라 증거관계에 필요한 내용에 대해서 수사를 진행할 수 있는데, 다만, 경찰이 구속 이후 조사나 압수수색 등 수사를 진행한 경우에는 그 내용 및 결과를 검사에게 보고해야하며, 검사가 조사할 경우, 경찰 사건에 대해서는 피의자를 검찰청으로 호송하도록 한후 조사하고, 검찰 직접 사건에 대해서는 구치소에서 검찰청에 피의자를 호송하지 아니하므로 검사가 구치소에 있는 조사실에 직접 가서 피의자를 조사한다.

### 터키
검사가 수사의 주체이며, 경찰은 검찰과는 독립되어 있는 독자적인 수사권을 가지고있지 않다. 따라서 검사가 영장청구권을 가지며, 경찰은 독자적 영장청구권을 가지고 있지 않다.

### 이스라엘
영미법계 국가이므로 ‘체포’와 별도로 공판 전 수사를 위한 ‘구속’제도가 존재하지 않는다. 체포영장은 경찰이 법관에게 신청할 수 있다.

### 독일
독일에서 신병에 관한 제도는 ① 영장에 의한 구속과 ② 영장에 의하지 아니한 가체포(현행범체포, 긴급체포로 나뉘지만, 계속 구금을 위해서는 사후영장이 필요함)로 구별되는데, 이 중 구속(미결구금)은 수사절차(형소법 제112조 제2항 제1호)와 집행절차에서의 피의자(피고인)의 신병확보(형소법 제457조 제2항) 이외에 재범의 위험성을 방지(형소법 제112조a)하고 증거인멸을 막는(형소법 제112조 제2항 제3호) 제도로서, 구속영장에 의한 미결구금의 부과주체는 예외 없이 판사이다. 다만, 이 중 영장에 의한 체포제도는 별도로 없어 한국과 같이 신병이 확보되지 않은 피의자의 구속을 위해서 먼저 체포영장을 발부받는 방식이 아니라, 가체포하거나 가체포 사유가 없는 경우 판사로부터 구속영장을 발부받아 이를 집행하고 익일까지 판사에게 피의자를 인치하여 구속을 유지할지 여부를 판단받는 방식이다.
현재 독일 형사소송법상 피의자의 출석을 확보하기 위한 제도로 미결구금, 체포, 구인, 체포를 위한 수배명령이 인정되고 있고, 체포와 구인 및 수배명령의 요건은 부분적으로 미결구금의 요건과 동일하다. 그리고 수사단계에서 구속사유는 도망(Flucht) 또는 도망의 위험(Fluchtgefahr), 증거인멸위험(Verdunkelungsgefahr), 범죄의 중대성(bestimmten Straftaten der Schwerkriminalität), 재범의 위험성(Wiederholungsgefahr)이다.
현재 검사가 수사의 주체이며, 경찰은 검찰과는 독립되어 있는 독자적인 수사권을 가지고 있지 않다. 따라서 검사가 영장청구권을 가지며 경찰은 독자적 영장청구권을 가지고 있지 않다. 즉, 검사의 구속영장 청구에 대하여 판사가 피의자를 직접 신문(Vernehmung)하고, 판사는 구속, 구속유지결정 또는 구속청구기각, 구속취소결정, 구속집행유예(StPO 제116조, Aussetzung des Vollzugs des Haftbefehls) 결정을 한다. 다만, 한국과 달리 독일에서 수사기관의 구속기간에 대하여는 별다른 제한이 없는 바, 수사･재판단계의 구분 없이 구속기간을 6개월로 하되 고등법원의 구속심사를 거치면 계속적인 연장이 가능하며, 구속되면 판결시까지 하나의 구속으로 본다.
한편, 압수･수색･검증 등과 같은 강제처분에는 원칙적으로 법관의 명령을 필요로 하고, 그 형식은 서면에 국한되지 않고 구두, 전화 또는 팩스로도 가능하며, 나아가 지체의 우려가 있는 경우에는 법관의 명령이 침묵인 경우도 있으나,23) 일반경찰의 신청권이 별도로 존재하지 않고, 긴급을 요하는 경우 검사와 그 수사요원은 압수가 가능하다(StPO 제98조 단서). 전술(前述)한 것처럼 독일은 강제처분의 종류가 다양하고, 그 요건을 죄명에 따라 특색있게 규정하고 있으며, “판사만이 ...” 강제처분권을 가짐을 원칙으로 규정하고, 구체적 압수대상에 따라 사법경찰관(검찰의 수사요원)의 처분권을 배제한채 검사만이 할 수 있는 강제처분권도 규정하고 있다. 특히, 최근 혈액심플압수명령권한이 형사소송법 개정(StPO 제81조의a 제2항)으로 검사와 그 수사요원에게도 인정되어 법관과 동일한 명령권한을 가지게 되었다.

### 프랑스
프랑스 형사소송법상 영장으로 ① 체포유치영장(mandat de recherche), ② 소환영장(mandat de comparution), ③ 구인영장(mandat d’amener), ④ 체포영장(mandat d’arrêt), ⑤ 구금영장(mandat de dépôt) 등이 있는데, 구금영장을 제외한 4개의 영장은 수사판사가 발부하며, 필요시 직권으로 발부하는 것이 원칙이고, 구금영장은 석방구금판사가 발부한다. 다만, 체포유치영장은 수사판사 뿐 아니라 검사도 중죄 현행범과 구금형 3년 이상의 경죄 현행범의 경우 발부할 수 있는데(형소법 제70조, 제77조의4), 판사의 개입없이 초동수사 단계에서 직접 검사가 영장을 발부하게 하여 중범죄자를 강제수사할 수 있도록 권한을 강화하였다(2004. 3. 9. 도입, L. n⁰ 2004-204 du 9 mars 2004).
통상 검사의 예심수사 개시청구(réquisitoire introductif) 또는 보완청구(réquisitoire supplétif)를 하면서 수사판사에게 청구하면, 수사판사는 검사의 청구를 첨부하여 이유를 붙인 결정으로 석방구금판사에게 구속을 청구한다. 다만, 예외적으로 중죄 또는 10년 구금형에 해당하는 경죄로서 특정 구속사유가 존재하는 경우, 검사는 수사판사를 경유하지 않고 직접 석방구금판사에게 구속을 청구할 수 있다.
프랑스의 경우 수사과정에서 구속기간을 별도로 지정하지 않으나, 경죄의 경우 원칙적으로 4개월을 초과할 수 없고(최대 2년 4개월까지 가능), 중죄의 경우 원칙적으로 1년을 초과할 수 없다(최대 4년 8개월까지 가능).
한편, 검사가 수사의 주체이며, 경찰은 검찰과는 독립되어 있는 독자적인 수사권을 가지고 있지 않다. 따라서 검사가 영장청구권을 가지며 경찰은 독자적 영장청구권을 가지고 있지 않다. 다만, 사법경찰관은 현행범수사의 경우 혐의자에 대한 보호유치, 압수수색 등 폭넓은 권한이 인정되지만, 보호유치시 검사에게 즉시 보고한 후 검사의 통제를 받고, 압수시 압수유지를 위해서는 검사의 동의를 받아야 하며, 예비수사에서의 압수수색은 현행범수사와 달리 검사의 지시 또는 사전 허가를 얻어야 가능하다.

## 같이 보기
- 임의수사
- 강제수사
- 대한민국 헌법 제12조 제3항 영장주의